# Klawesyn

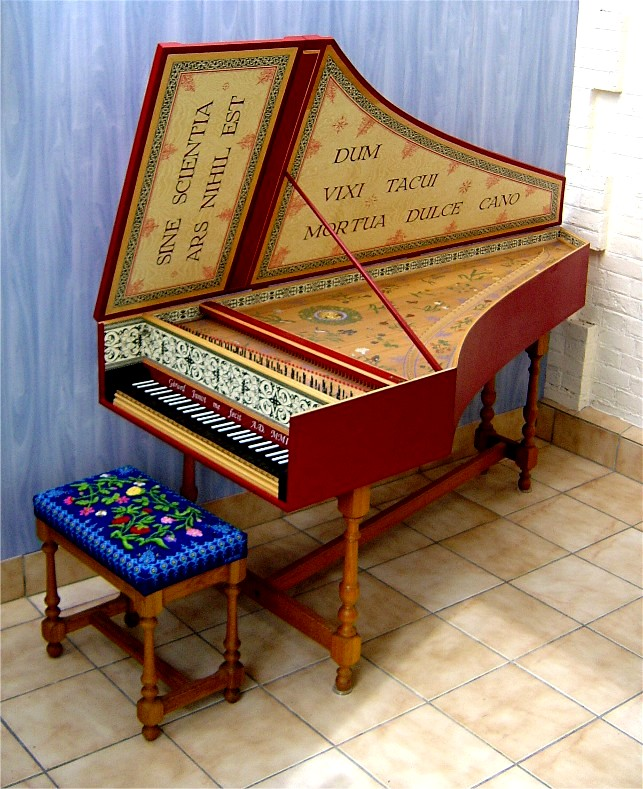
Klawesyn flamandzki

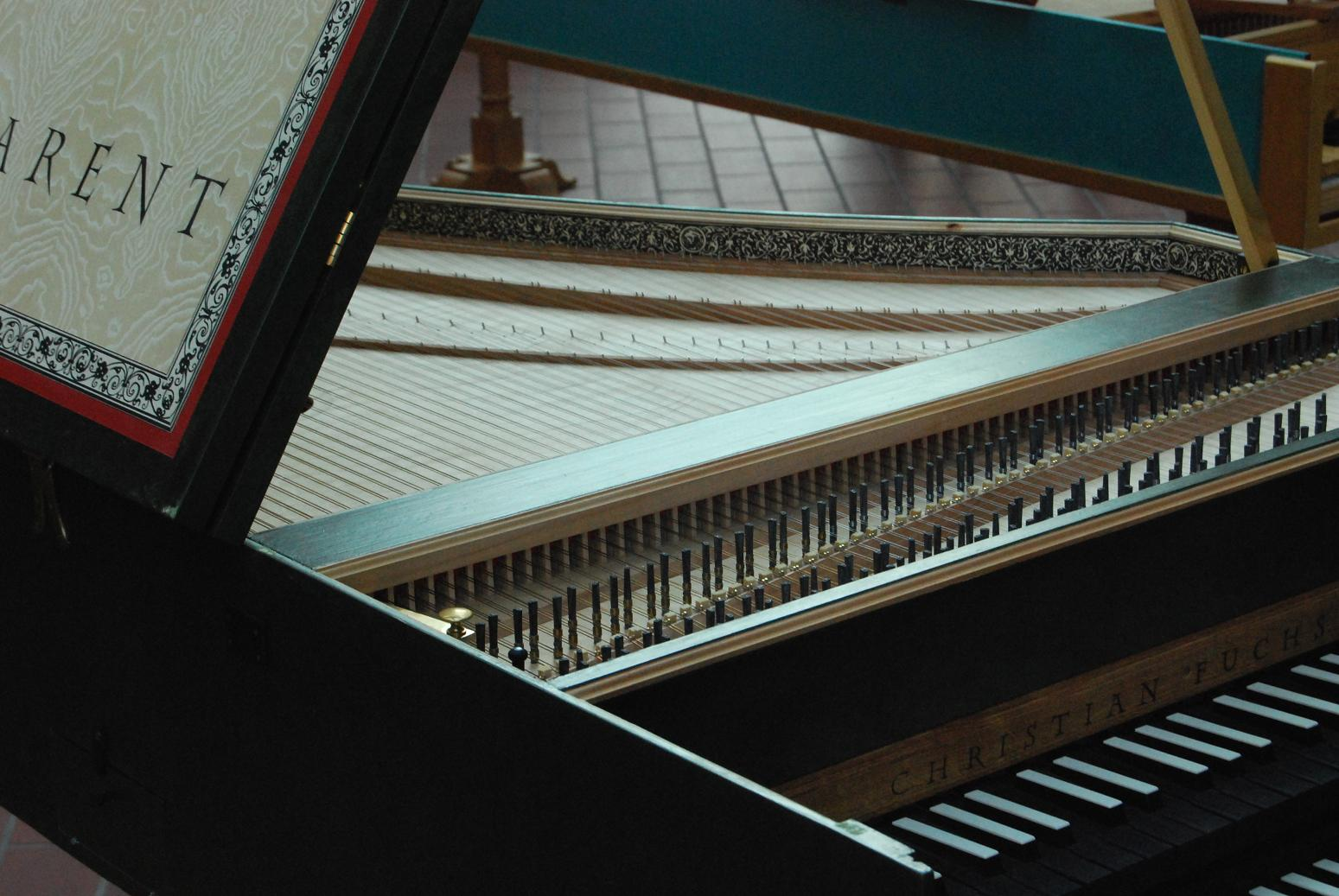

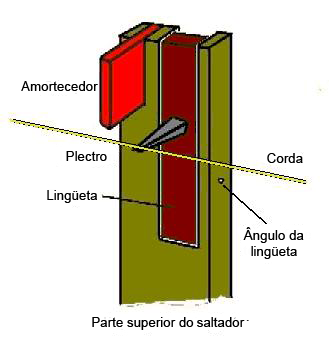

Klawesyn (wł. cembalo, clavicembalo, skrót: cemb.; fr. clavecin; ang. harpsichord) – instrument strunowy szarpany, wyposażony w klawiaturę, zaliczany do rodziny cytr. Znany powszechnie w Europie od XV wieku.
W instrumencie tym struny zostają wzbudzone poprzez mechanizm skoczków zaopatrzonych w tzw. „piórka”, wykonane z dutki piór ptasich, twardej skóry lub współcześnie z tworzyw sztucznych. „Piórka” wprawione w ruch za pomocą mechanizmu klawiszowego szarpią struny naciągnięte nad płytą rezonansową. W typowej formie wykształconej w XVI wieku klawesyn miał najczęściej co najmniej podwójny naciąg strun, oraz jeden, lub – podobnie jak w organach – dwa manuały (klawiatury). Naciskając jeden klawisz można było wydobyć jednocześnie dźwięk z jednej, dwóch lub nawet kilku strun, które również transponowały w interwale oktawy. Główny system strun strojono w stroju naturalnym (8' – rejestr ośmiostopowy) i dublowano. W instrumentach większych, posiadających dwa manuały i więcej systemów strun stosowano także struny strojone oktawę wyżej (4' – rejestr czterostopowy) bądź niezwykle rzadko o oktawę niżej (16' – rejestr szesnastostopowy). W brzmieniu rejestr ośmiostopowy odpowiadał wysokości dźwięku zapisanej w nutach, zaś czterostopowy rejestr transponował oktawę w górę. Przykładowo: dźwiękowi c1 („c razkreślne”) w zapisie nutowym, zagranym na systemie strun w rejestrze 4' odpowiadał brzmiący ton c2 („c dwukreślne”). Rejestr 16' transponował analogicznie – o oktawę w dół.
Klawesyn nie miał możliwości różnicowania dynamicznego poprzez siłę nacisku klawisza (siłę uderzenia), tak jak to jest możliwe podczas gry np. na fortepianie. Mocniejsze lub słabsze uderzenie w klawisze nie powodowało zwiększenia lub zmniejszenia wolumenu. Zmian w sile brzmienia dokonywano poprzez włączanie lub wyłączenie kolejnych systemów strun (zmiana registrów) oraz wzbogacanie faktury muzycznej improwizowanymi ozdobnikami. Technika gry pod względem zmian rejestrów przypominała technikę organową. Dźwignie rejestrowe mogły być ręczne, kolanowe i nożne. Barwa dźwięku klawesynu stapiała się dobrze z innymi instrumentami strunowymi, zwłaszcza z: lutnią, chitarrone, gitarą a także ze smyczkami. Klawesyn był, obok organów i lutni, jednym z najczęściej wykorzystywanych instrumentów do realizacji partii basso continuo.
Pod koniec wieku XVIII klawesyn wyszedł z użycia ze względu na rozpowszechnienie się fortepianu, który miał większe możliwości interpretacyjne, odpowiadające potrzebom kompozytorów okresu klasycyzmu.
Renesans klawesynu nastąpił na początku XX wieku głównie za sprawą polskiej klawesynistki Wandy Landowskiej. Obecnie instrument ten wchodzi zazwyczaj w skład zespołów zajmujących się stylową interpretacją muzyki dawnej.

## Odmiany klawesynu
- gravicembalo - duży klawesyn o długich strunach, używany w XVI i XVII w. głównie przez dyrygentów zespołu instrumentalnego do realizacji generałbasu (basso continuo);
- unison - instrument o zdwojonych strunach strojonych w unisonie;
- wirginał;
- szpinet (spinet, w Polsce nazywany excellencikiem);
- klawicyterium (claviciterium) – ze strunami ustawionymi pionowo; praprzodek pianina, popularny w Europie od XVI do końca XVIII w.

## Historia

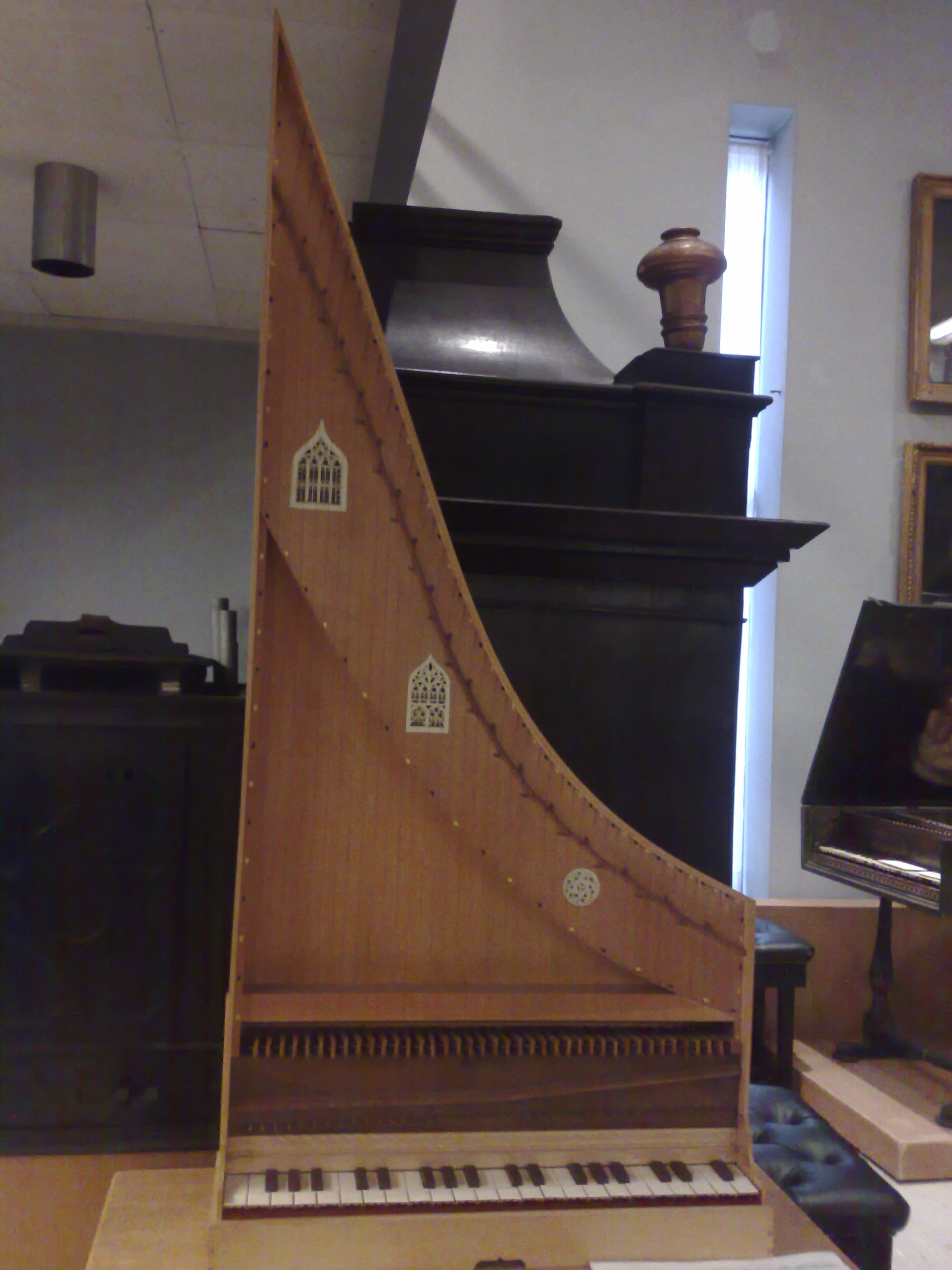
Replika piętnastowiecznego klawicyterium

Najstarszy zachowany klawesyn pochodzi z XV wieku (jest to tzw. klawicyterium, klawesyn o charakterystycznym pionowym układzie strun; najstarszy instrument klawesynowy o poziomym układzie strun jest datowany na początek XVI wieku), jednak przekazy pisane i ikonograficzne potwierdzają, że klawesyn był znany prawdopodobnie już w XIV wieku, lub nawet wcześniej. Wzrost popularności tego instrumentu przypada na początek wieku XVI, wówczas klawesyn był instrumentem solowym i wykorzystywanym w muzykowaniu kameralnym. Od końca XVI w. klawesyn, w zależności od regionu Europy i konkretnego instrumentu, mógł posiadać jedną lub dwie klawiatury zwane manuałami. Niektóre klawesyny mogły także posiadać tzw. pedał, czyli klawiaturę nożną, nie było to jednak powszechnie stosowane rozwiązanie. Od końca XVII, a zwłaszcza w XVIII wieku klawesyny zaopatrywano w tzw. rejestry, czyli mechanizmy umożliwiające zmiany dynamiki (głośności) i barwy dźwięku. Rekompensowały one niemożność różnicowania dynamicznego klawesynu. Do najpopularniejszych używanych dawniej rejestrów należał rejestr lutniowy nadający klawesynowi gasnące i miękkie brzmienie zbliżone do dźwięku lutni, oraz rejestry służące do włączania, wyłączania, lub łączenia systemów strun w jednym instrumencie (przeciętny klawesyn posiada najczęściej dwa lub trzy systemy strun, każdy o innym brzmieniu i rejestrze – klawesyny o jednym systemie strun należą do rzadkości).
W XVII i pierwszej połowie XVIII w. wraz z powstaniem i rozwojem nowocześnie rozumianej orkiestry, klawesyn zaczął pełnić podstawową funkcję, realizując basso continuo, był też wciąż używany jako instrument solowy i kameralny. XVII wiek to okres, kiedy zaczyna powstawać repertuar idiomatyczny – pisany z myślą o klawesynie i przeznaczony wyłącznie na ten instrument. Wiek XVIII i działalność dużej grupy klawesynistów doprowadza sztukę gry i kompozycji klawesynowej do szczytu możliwości i wyrafinowania. Same klawesyny stają się wówczas coraz większe, dąży się do spotęgowania ich brzmienia oraz rozbudowy aparatu wyrazowego, m.in. poprzez dodawanie nowych kolejnych systemów strun i rejestrów, wydłużanie strun i pudeł rezonansowych, etc. Pod koniec XVIII wieku klawesyn szybko zostaje wyparty przez coraz popularniejszy fortepian.
Wiek XIX przyniósł niemal całkowite zapomnienie klawesynu. Zanikł wówczas proces komponowania na ten instrument, jednak pozostał on w użyciu niewielkiej grupy profesjonalnych wykonawców zafascynowanych dawnym repertuarem klawesynowym. Ponowna fascynacja klawesynem na dużą skalę nastąpiła na początku wieku XX wraz ze wzrostem zainteresowania repertuarem historycznym. Okres po II wojnie światowej przyniósł masową fascynację wykonawstwem historycznym, co zaowocowało odrodzeniem dawnych manufakturowych technik budowy klawesynów. Od lat 60. XX wieku normą w budownictwie klawesynowym stało się wykonywanie dokładnych kopii instrumentów historycznych, zachowanych do naszych czasów.

## Klawesyn w muzyce poważnej
- Alessandro Scarlatti – Toccata nr 7
- Domenico Scarlatti – sonaty klawesynowe
- Johann Sebastian Bach – Das Wohltemperierte Klavier
- Johann Sebastian Bach – Wariacje Goldbergowskie
- Georg Friedrich Händel – suity klawesynowe
- Wolfgang Amadeus Mozart – koncert klawesynowy nr 1 KV 107

Ponadto w operach, oratoriach i kantatach recytatywy często śpiewane są do akompaniamentu klawesynu (czasem zamiast niego używa się organów) – ten rodzaj recytatywu nazywa się recitativo secco. Zastosowali go między innymi:
- Antonio Vivaldi w oratoriach (np. w Juditha triumphans) oraz operach (np. w Farnace)
- Johann Sebastian Bach w pasjach (np. w Pasji według św. Mateusza) oraz kantatach (np. w kantacie BWV 78 „Jesu, der du meine Seele”)
- Georg Friedrich Händel w oratoriach (np. w Mesjaszu) i operach (np. w Juliuszu Cezarze w Egipcie)
- Wolfgang Amadeus Mozart w operach (np. Weselu Figara)

## Klawesyn w muzyce popularnej

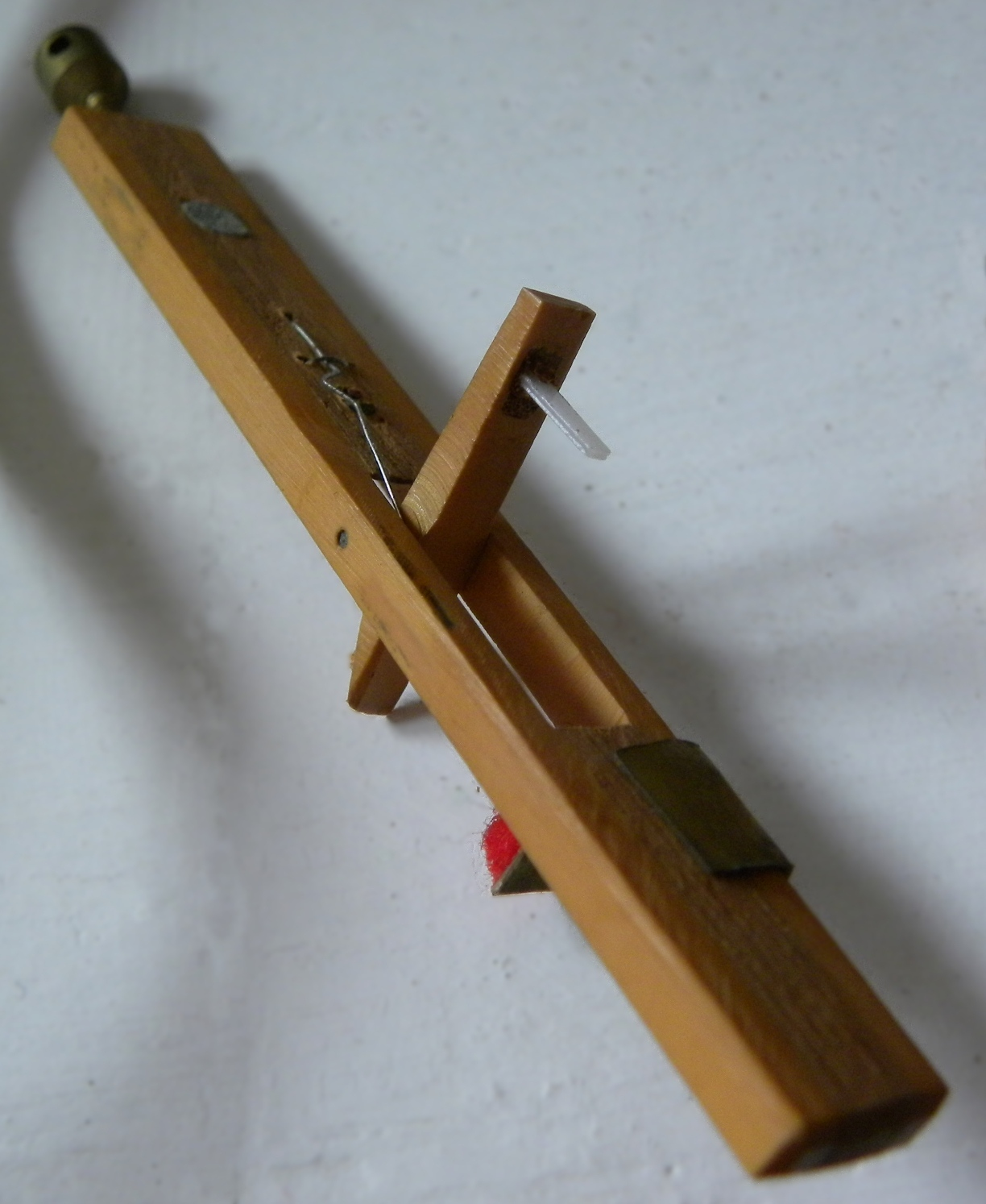
Skoczek klawesynu. Widoczne piórko szarpiące strunę (tutaj z tworzywa sztucznego)

- Jimi Hendrix – Burning of the Midnight Lamp[5]
- Tori Amos – Blood Roses, Caught a Lite Sneeze, Professional Widow, Talula, In The Springtime Of His Voodoo
- Kate Bush – Oh England My Lionheart
- The Beatles – Piggies
- Elton John – Skyline Pigeon (wersja z Empty Sky)
- Linda Ronstadt – Long, Long Time
- The Beach Boys – Pet Sounds, Good Vibrations
- Queen – Fairy Feller's Master Stroke
- Paula Abdul – Blowing Kisses In The Wind
- The Stranglers – Golden Brown
- Deep Purple – Blind
- Sonata Arctica – UnOpened
- Björk – Scary
- Rainbow – Black Masquerade
- Red Hot Chili Peppers – Eskimo
- ABC – Tears Are Not Enough
- Marilyn Manson – The Golden Age of Grotesque
- Moon'Doc – (In the Name of) The Lord
- Jamelia – No More
- Alicia Keys – Wake Up
- Kult – Wróci Wiosna, Baronowo
- Emilie Autumn
- Moi dix Mois
- Eminem – The Real Slim Shady
- Elektryczne Gitary – Rycerz bije
- UB40 – King

## Posłuchaj

### Johann Sebastian Bach
- Preludium c-moll z Das Wohltemperierte Klavier:

- Fuga B-dur z Das Wohltemperierte Klavier:

- Fuga D-dur z Das Wohletempierte Klavier:

### Georg Friedrich Händel
- Allemande HWV 429:

- Fantazje 8, 12 i Carillon:

- Sonata Fitzwilliam nr 1 (klawesyn gra basso continuo):

### Domenico Scarlatti
- Sonata K 113:

- Sonata E-dur K 20, presto:

- Sonata K 133: